# 五井駅

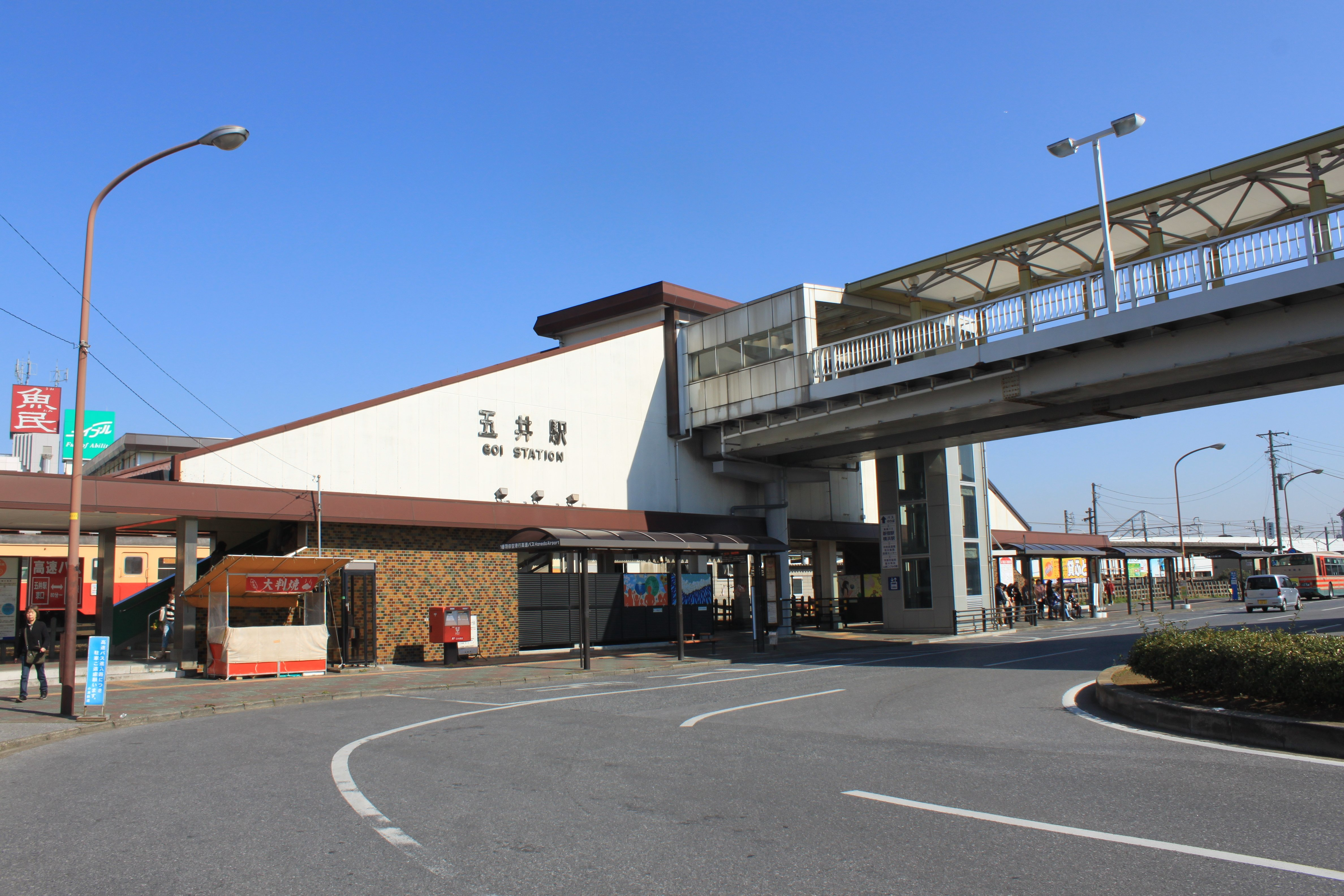
東口（2008年3月）

五井駅（ごいえき）は、千葉県市原市五井中央西と五井中央東にある、東日本旅客鉄道（JR東日本）・小湊鉄道の駅である。

## 概要
所在地はJR東日本が五井中央西二丁目、小湊鉄道が五井中央東一丁目である。市原市の中心部・五井地区に位置し、市原市の代表駅ともなっている。内房線内の中間駅では最大の利用客を誇り、特に朝ラッシュ時の内房線上り列車は当駅で満員状態となり、当駅 - 蘇我間で非常に混雑する。市原市内にはゴルフ場が多く存在するため、東口広場は朝の時間帯にゴルフ場の送迎バスで混雑する。
JR東日本の内房線と小湊鉄道の小湊鉄道線が乗り入れており、接続駅となっている。小湊鉄道線は当駅が起点である。当駅は両社の共同使用駅となっており、JR東日本が駅を管理している。

## 歴史
JR東日本の駅は、1912年（明治45年）3月28日の木更津線蘇我駅 - 姉ケ崎駅間開通と同時に開業した。同線は安房北条駅（現在の館山駅）まで開通した1919年（大正8年）5月24日に北条線と改称し、1929年（昭和4年）4月15日に房総線に編入、1933年（昭和8年）4月1日に房総西線として分離した後、1972年（昭和47年）7月15日に内房線に改称された。その後、国鉄分割民営化を経て現在に至る。
一方、小湊鉄道の駅は1925年（大正14年）3月7日に当駅 - 里見駅間開通と同時に開業した。1926年（大正15年）9月1日に月崎駅まで延伸し、1928年（昭和3年）5月16日には上総中野駅まで全通した。

### 年表
- 1912年（明治45年）3月28日：開業[1]。
- 1925年（大正14年）3月7日：小湊鉄道線が開業[2][3]。
- 1974年（昭和49年）10月1日：貨物取扱廃止[4]。
- 1975年（昭和50年）4月16日：みどりの窓口の営業を開始[5]。
- 1978年（昭和53年）8月26日：橋上駅舎完成[6][7]。
- 1982年（昭和57年）11月15日：特急停車駅となる。
- 1986年（昭和61年）3月3日：荷物扱い廃止[4]。
- 1987年（昭和62年）4月1日：国鉄分割民営化に伴い、国鉄の駅は東日本旅客鉄道（JR東日本）の駅となる[1]。
- 1994年（平成6年）12月17日：自動改札機を設置し、供用開始[8]。
- 1999年（平成11年）3月：JR東日本の駅にホームとコンコースを結ぶエスカレーターを2基新設[9]
- 2001年（平成13年）11月18日：JR東日本でICカード「Suica」の利用が可能となる[広報 1]。
- 2009年（平成21年）3月14日：JR線と小湊鉄道線の乗り換え口に簡易Suica改札機を設置。
- 2011年（平成23年）11月14日：改良工事に伴い、コンコースのトイレを改修。
- 2014年（平成26年）：芸術祭「いちはらアート・ミックス」に際し、JR線と小湊鐡道線との乗換階段の片方（JR改札側）に出札窓口と中間改札が設けられる。
- 2015年（平成27年）10月1日：老朽化により君津寄りの連絡跨線橋が供用停止となる[10]。
- 2016年（平成28年）11月18日：小湊鉄道の五井機関区機関庫及び鍛冶小屋が国の登録有形文化財に答申される[11]。
- 2017年（平成29年）5月2日：小湊鉄道の五井機関区機関庫及び鍛冶小屋が国の登録有形文化財に正式登録される[12][13]。
- 2022年（令和4年）10月31日：この日をもってみどりの窓口が営業を終了[14][15]。

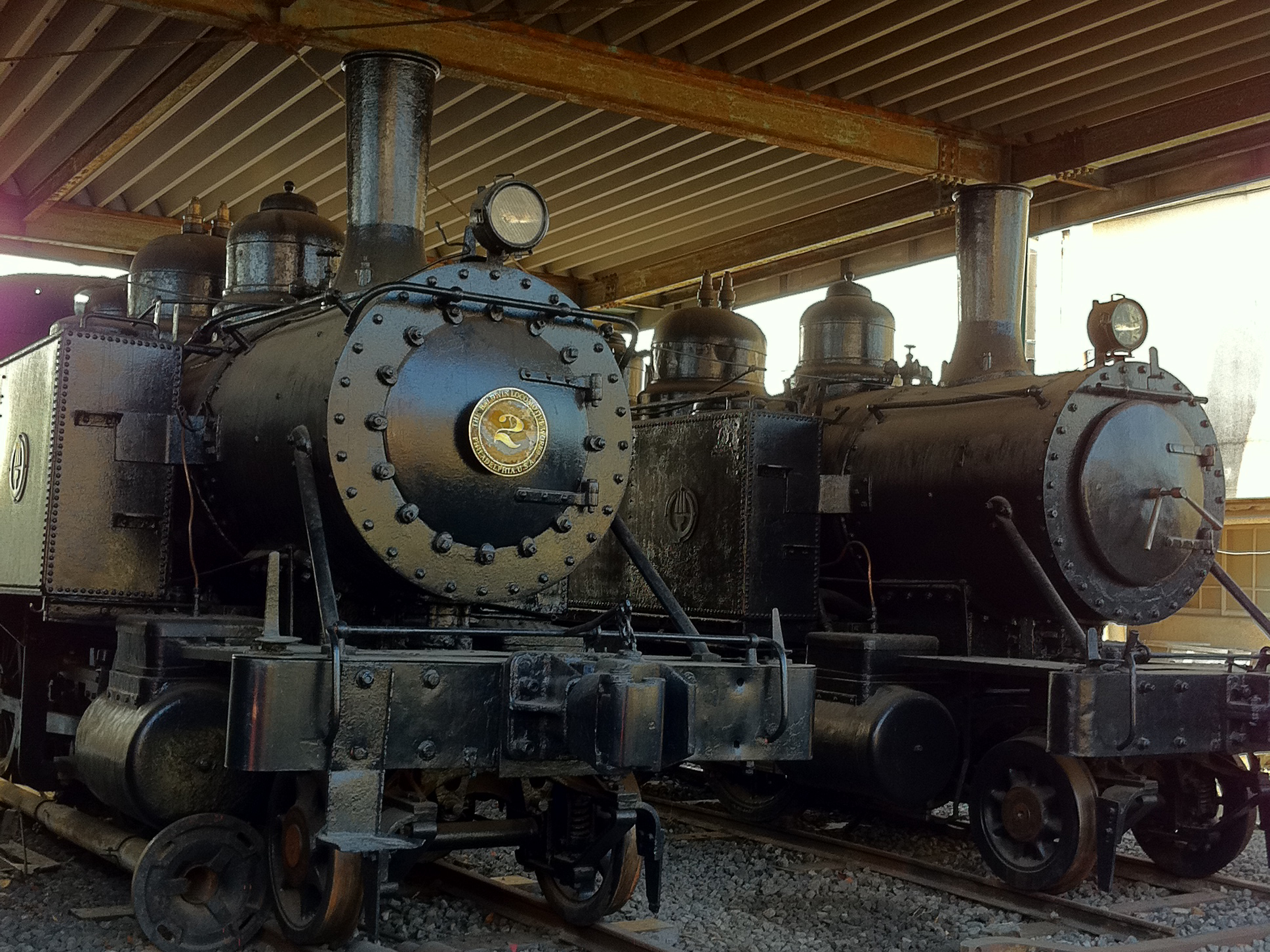
小湊鉄道で保存されている国鉄3030形蒸気機関車（2011年2月）
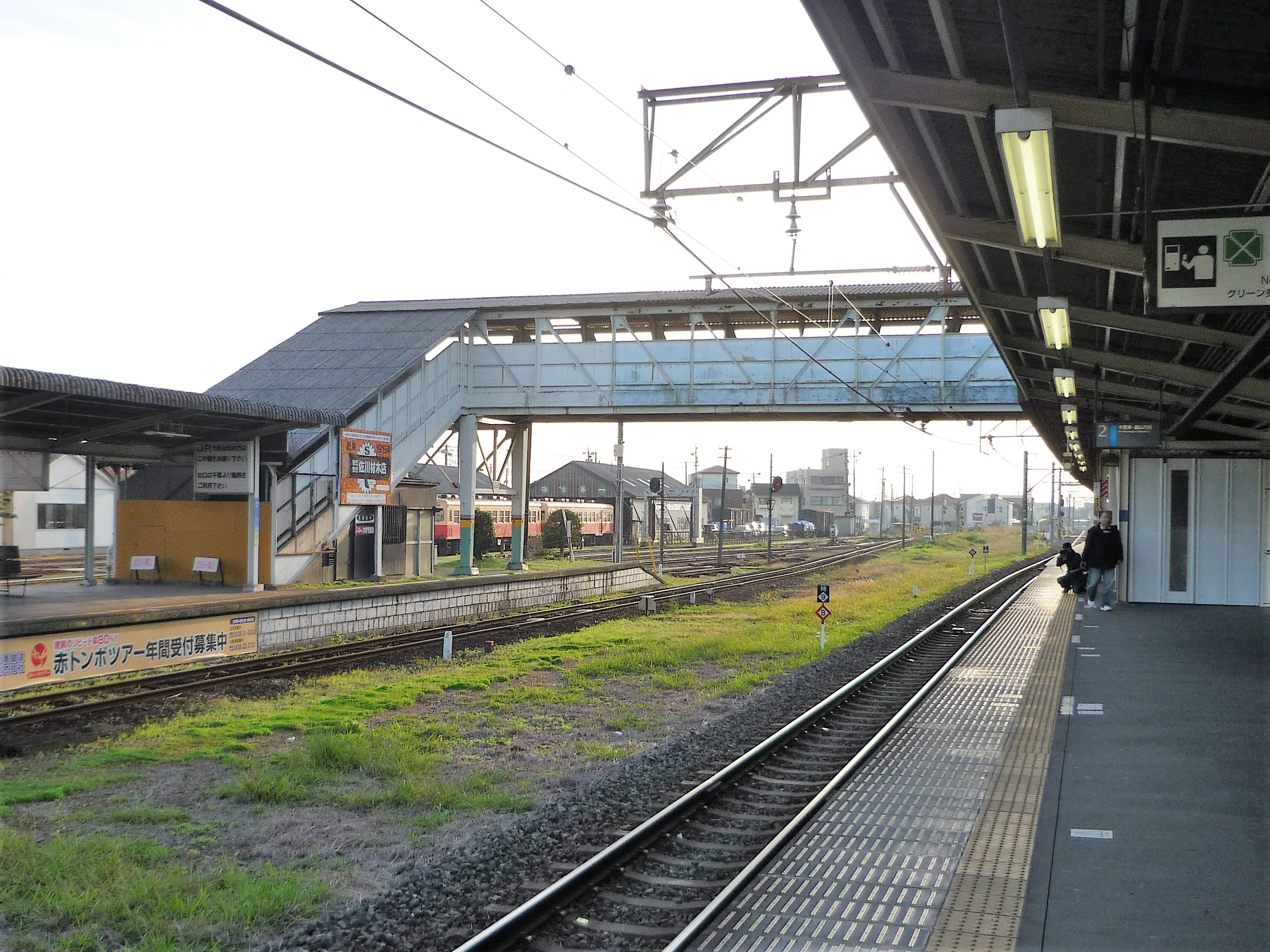
君津方の旧・連絡跨線橋（2018年11月）

### 駅名改称運動
当駅の所在地である市原市には、市の名前そのものを冠した駅がないことから、五井駅を「市原駅」「市原中央駅」「市原五井駅」のいずれかに改称しようという運動が何度も起こっている。2010年に市原市が3年に一度実施している「市民意識調査」の結果によると、「駅名変更をすべきか」という問いに「思う」は25.4%に対して「思わない」は63.7%となり、「思う」の回答は前回調査から2.7%下がったことから、自治体から駅名改称への具体的な動きは中止することになった。
「市原駅」に関しては、地名としての「市原」（旧市原町）に近い八幡宿駅でも「市原駅」に改称しようという運動がある。また、島野地区（五井 - 姉ケ崎間）への新駅設置運動の中で「島野駅」と並んで新駅の名称候補に挙がったこともある。
なお、かつては兵庫県の鍛冶屋線に市原駅が存在しており、京都市左京区には叡山電鉄の市原駅が存在する。

## 駅構造
JR東日本と小湊鉄道がそれぞれ島式ホーム1面2線を有し、計2面4線を有する地上駅で橋上駅舎を備える。のりばに付けられた番号は、西口方向から見て順番に1番線・2番線・3番線・4番線となっている。ホームはJRが15両編成対応、小湊鉄道は4両編成対応となっている。
JR東日本の木更津統括センターの直営駅であり、自動改札機・自動券売機（小湊鉄道線の普通乗車券も購入可能、指定席券売機を併設）が設置されている。また、管理駅として内房線の浜野駅・八幡宿駅・姉ケ崎駅を管理している。2009年1月15日に改札口と1・2番線ホームに発車標が設置された（3・4番線ホームには設置されていない）。ホームの柱下部は、ジェフユナイテッド市原・千葉のコーポレートカラーである緑・赤・黄の3色に塗られている。
小湊鉄道のホームへは駅舎から跨線橋が伸びる。小湊鉄道ホーム入口にはSuica（相互利用できるIC乗車券を含む）で小湊鉄道線へ乗り換える乗客のために簡易Suica改札機が設置されている。このほか、構内南側にも旧駅舎時代のものをそのまま使用したJR線・小湊線を結ぶ連絡跨線橋があったが、老朽化により2015年9月30日をもって閉鎖された。この跨線橋のJRホーム側にも、簡易Suica改札機が設置されていた。現在、JR東日本と小湊鉄道は改札を共有しているが、国土交通省関東運輸局の業務監査報告書によると、将来、改札分離を実施する予定がある。
東側に小湊鉄道五井機関区の側線が多数あり、夜間滞泊やラッシュ時向けの車両などが留置している。この様子はホームから見ることができる。小湊鉄道線独自の割引乗車券類や乗り換え客向きの乗車券は連絡跨線橋上の食券型自動券売機および出改札窓口（夜間不在）で発売しており、跨線橋下にある五井車掌区事務所の窓口では小湊鉄道線の定期乗車券・グッズ等の発売をしている。

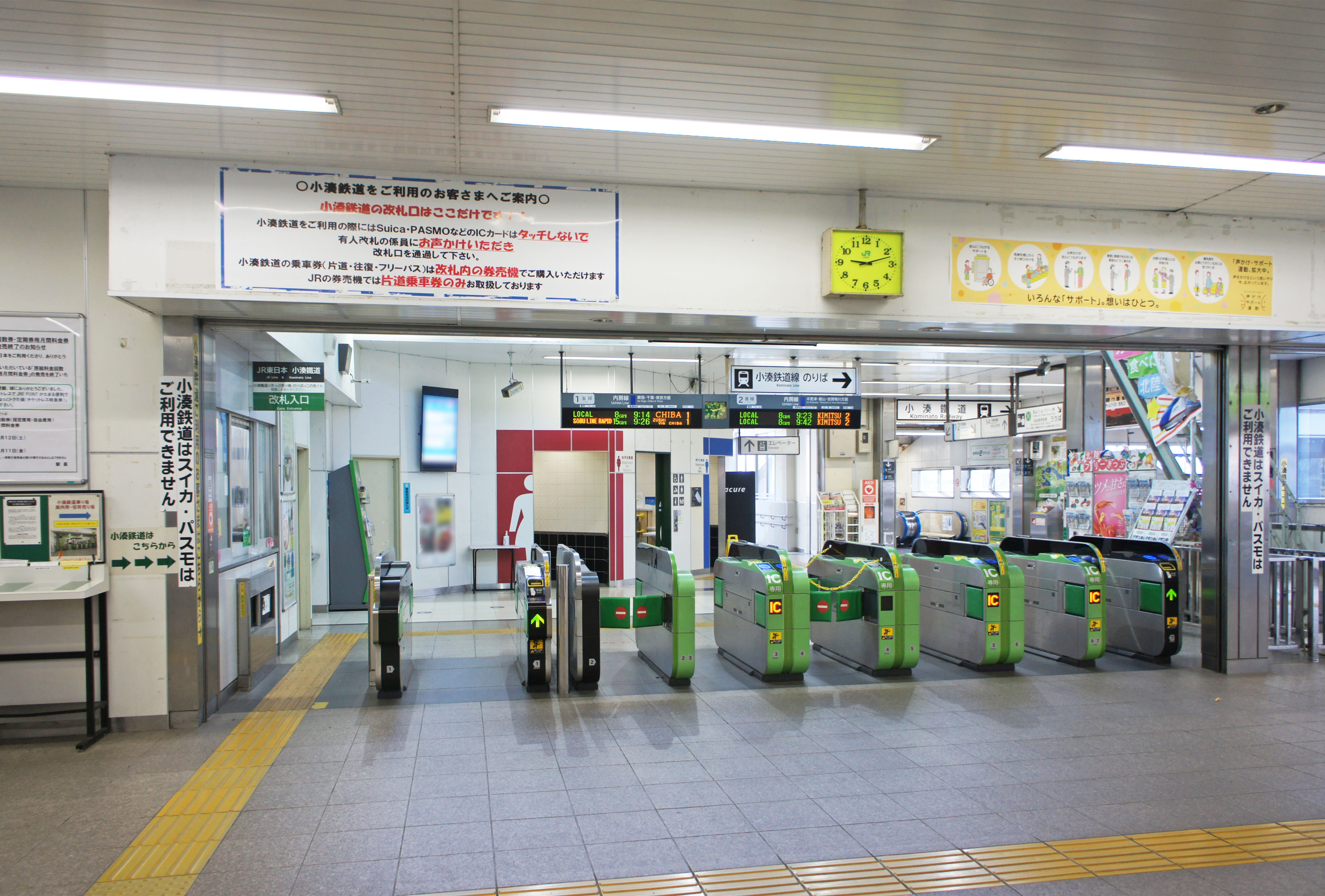
JR東日本改札口（2022年1月）
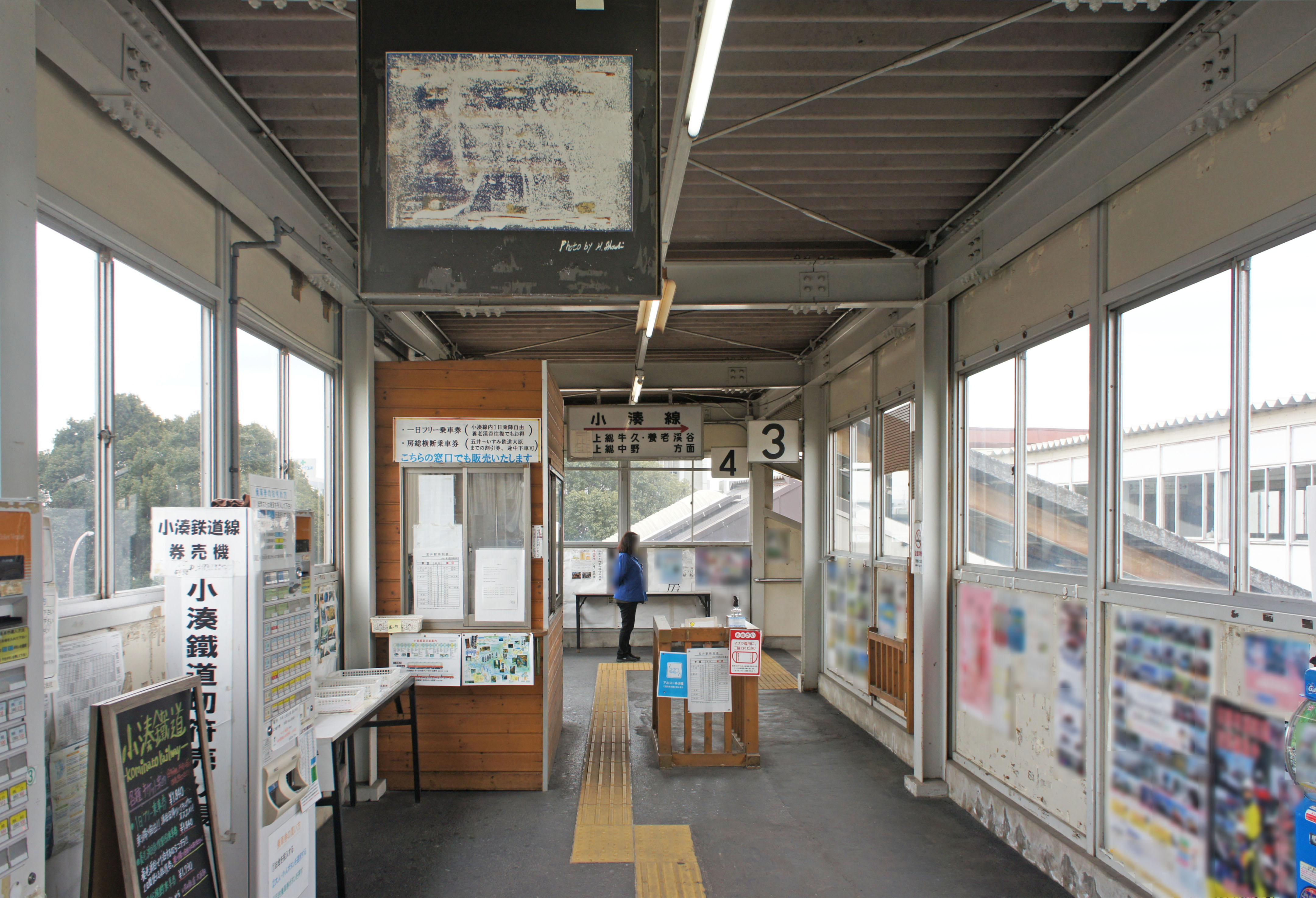
小湊鉄道改札口（2022年1月）
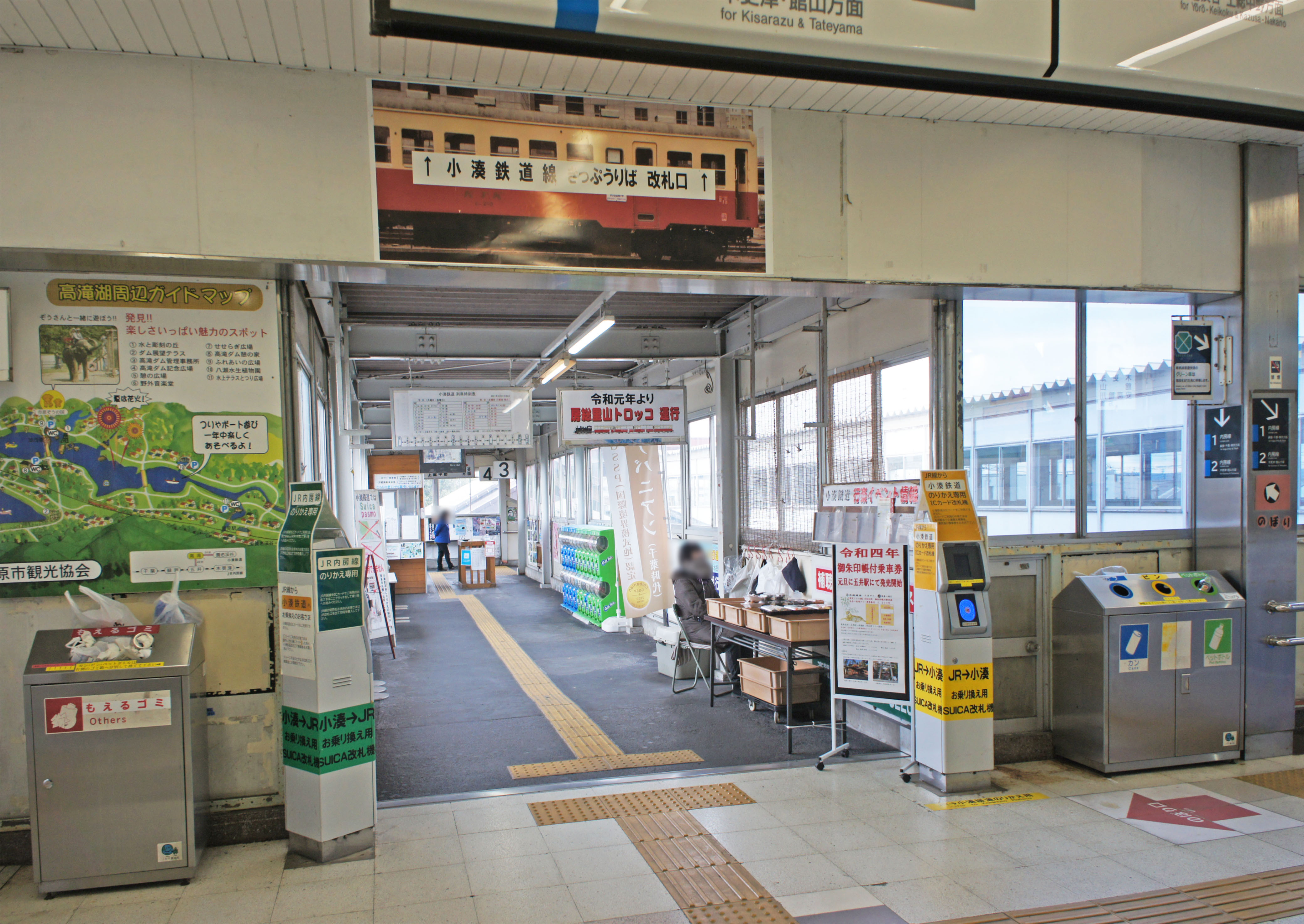
JR東日本・小湊鉄道乗換改札口（2022年1月）

### のりば
| 番線 | 事業者   | 路線        | 方向 | 行先                              |
| ---- | -------- | ----------- | ---- | --------------------------------- |
| 1    | JR東日本 | ■内房線     | 上り | 蘇我・千葉・東京方面              |
| 2    | JR東日本 | ■内房線     | 下り | 木更津・館山・安房鴨川方面        |
| 3・4 | 小湊鉄道 | ■小湊鉄道線 | -    | 上総牛久・ 養老渓谷・上総中野方面 |

（出典：JR東日本:駅構内図）

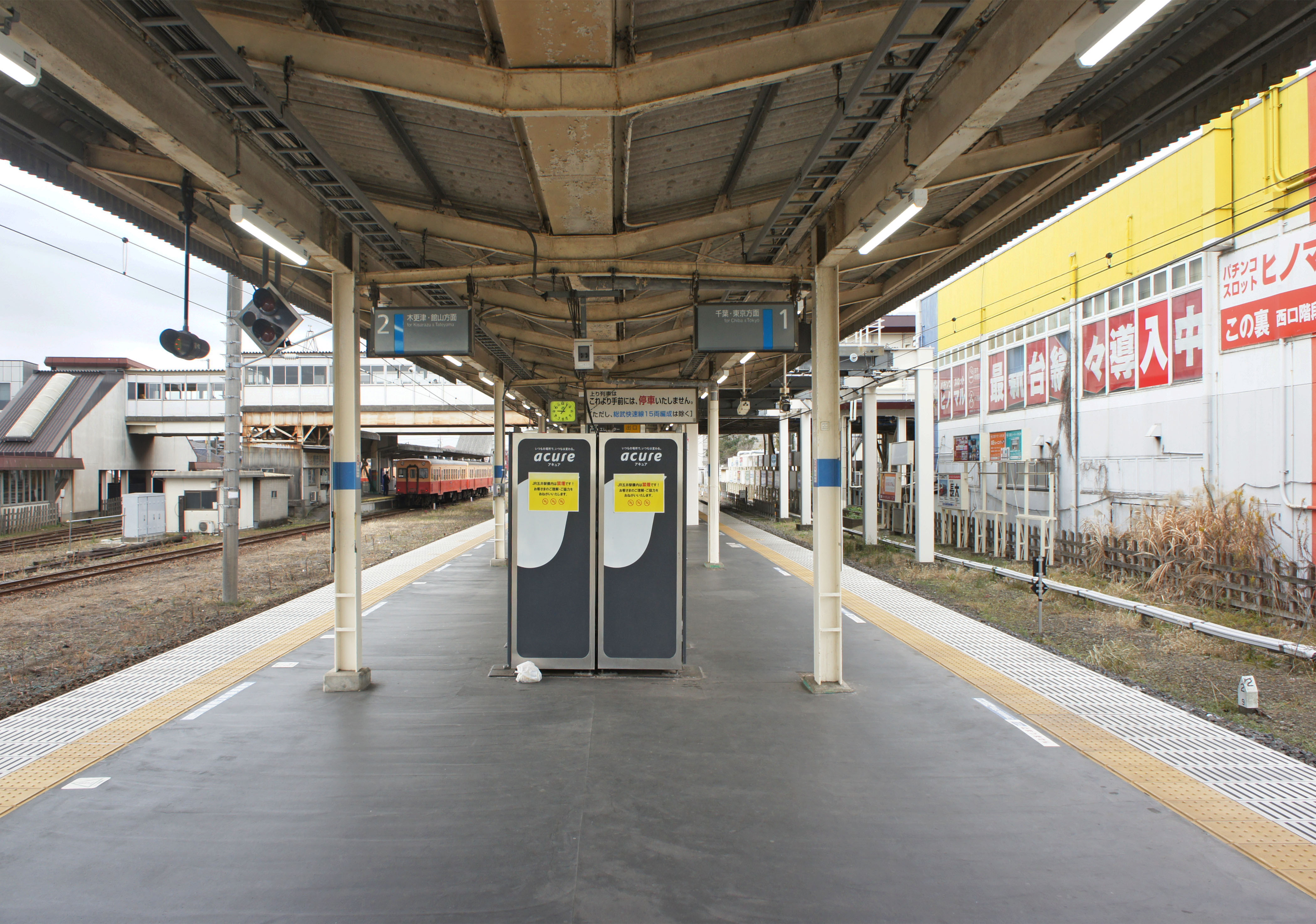
内房線ホーム（2022年1月）
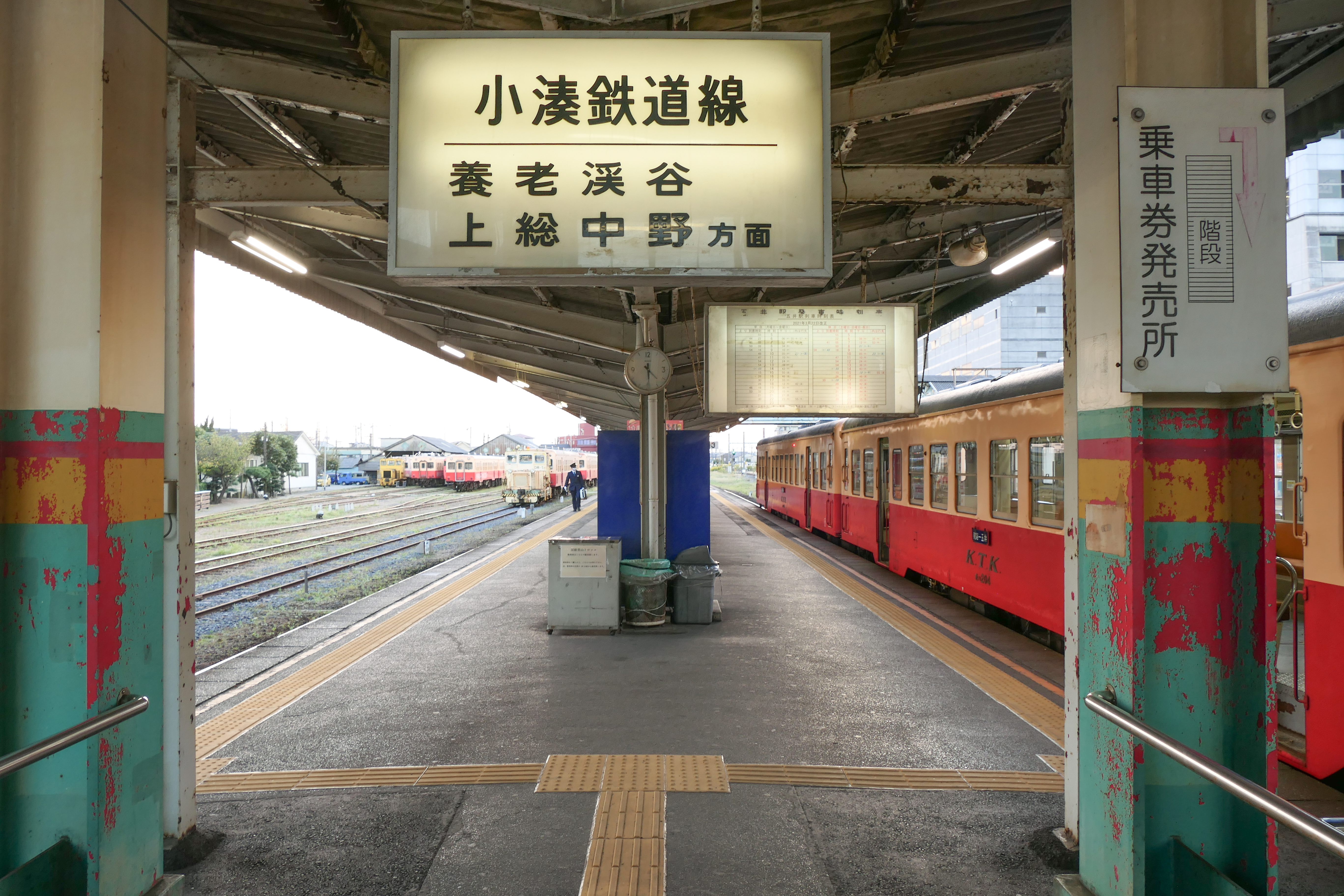
小湊鉄道ホーム（2021年10月）
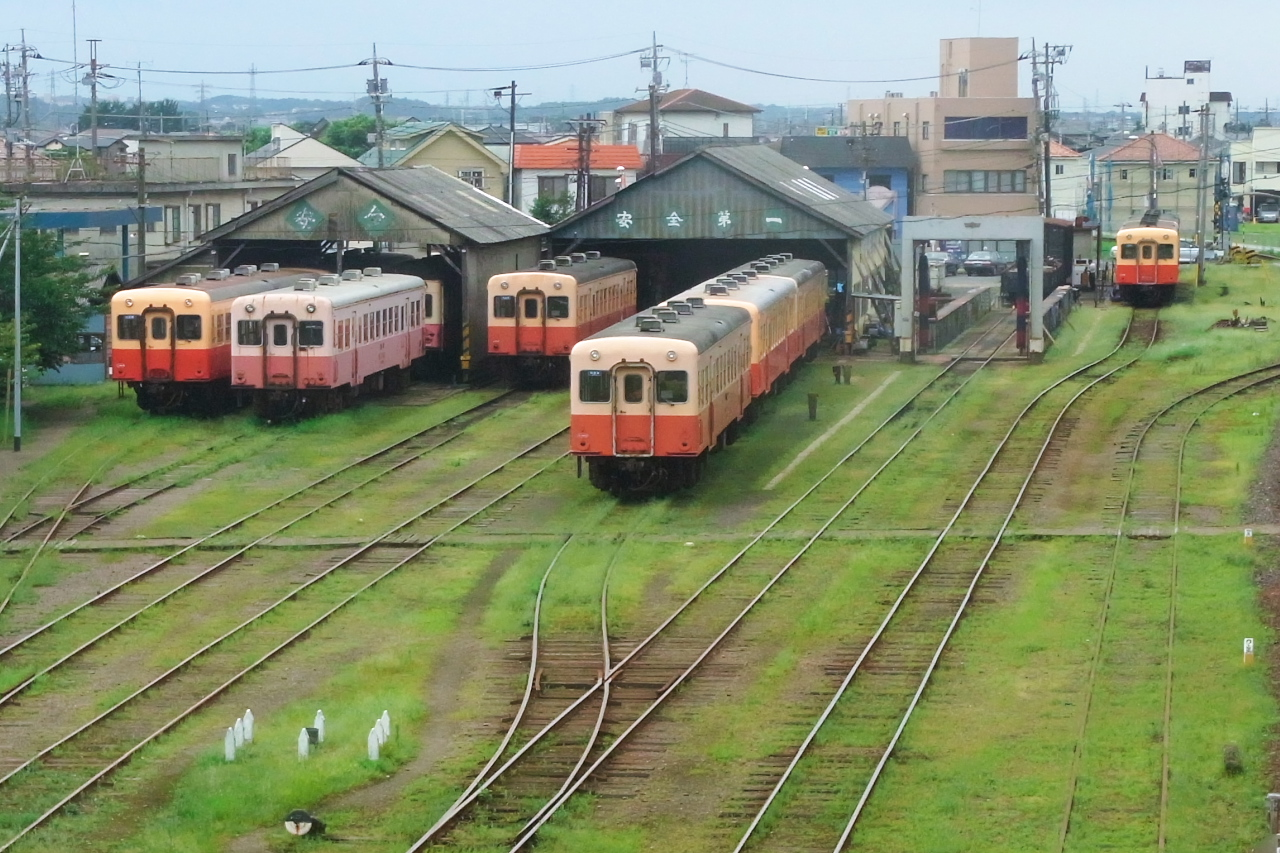
五井機関区（2009年8月）

### 発車メロディ
| 1 | 「Verde Rayo」     |
| 2 | 「Gota del Vient」 |
| 3 | ベル               |
| 4 | ベル               |

## 利用状況
- JR東日本 - 2023年度（令和5年度）の1日平均乗車人員は16,907人である[JR 1]。内房線の途中駅では最も多い。
- 小湊鉄道 - 2022年度（令和4年度）の1日平均乗車人員は987人である。同社の駅では1番利用者数が多い。

### 年度別1日平均乗車人員（1953年 - 2000年）
| 年度               | 国鉄 / JR東日本 | 小湊鉄道 | 出典              |
| ------------------ | --------------- | -------- | ----------------- |
| 1953年（昭和28年） | 2,252           |          | [ 千葉県統計 1 ]  |
| 1954年（昭和29年） | 2,321           |          | [ 千葉県統計 2 ]  |
| 1955年（昭和30年） | 2,321           |          | [ 千葉県統計 3 ]  |
| 1956年（昭和31年） | 2,553           |          | [ 千葉県統計 4 ]  |
| 1957年（昭和32年） | 2,880           |          | [ 千葉県統計 5 ]  |
| 1958年（昭和33年） | 3,073           |          | [ 千葉県統計 6 ]  |
| 1959年（昭和34年） | 3,642           |          | [ 千葉県統計 7 ]  |
| 1960年（昭和35年） | 3,997           |          | [ 千葉県統計 8 ]  |
| 1961年（昭和36年） | 4,599           |          | [ 千葉県統計 9 ]  |
| 1962年（昭和37年） | 5,570           |          | [ 千葉県統計 10 ] |
| 1963年（昭和38年） | 6,114           |          | [ 千葉県統計 11 ] |
| 1964年（昭和39年） | 6,982           |          | [ 千葉県統計 12 ] |
| 1965年（昭和40年） | 7,268           |          | [ 千葉県統計 13 ] |
| 1966年（昭和41年） | 7,535           |          | [ 千葉県統計 14 ] |
| 1967年（昭和42年） | 7,808           |          | [ 千葉県統計 15 ] |
| 1968年（昭和43年） | 8,630           |          | [ 千葉県統計 16 ] |
| 1969年（昭和44年） | 8,466           |          | [ 千葉県統計 17 ] |
| 1970年（昭和45年） | 8,982           |          | [ 千葉県統計 18 ] |
| 1971年（昭和46年） | 9,277           |          | [ 千葉県統計 19 ] |
| 1972年（昭和47年） | 9,638           |          | [ 千葉県統計 20 ] |
| 1973年（昭和48年） | 10,048          |          | [ 千葉県統計 21 ] |
| 1974年（昭和49年） | 10,827          |          | [ 千葉県統計 22 ] |
| 1975年（昭和50年） | 10,902          | 3,399    | [ 千葉県統計 23 ] |
| 1976年（昭和51年） | 11,940          | 3,440    | [ 千葉県統計 24 ] |
| 1977年（昭和52年） | 12,875          | 3,311    | [ 千葉県統計 25 ] |
| 1978年（昭和53年） | 13,418          | 3,243    | [ 千葉県統計 26 ] |
| 1979年（昭和54年） | 13,596          | 3,084    | [ 千葉県統計 27 ] |
| 1980年（昭和55年） | 14,567          | 3,180    | [ 千葉県統計 28 ] |
| 1981年（昭和56年） | 15,170          | 3,116    | [ 千葉県統計 29 ] |
| 1982年（昭和57年） | 15,614          | 3,143    | [ 千葉県統計 30 ] |
| 1983年（昭和58年） | 15,713          | 2,941    | [ 千葉県統計 31 ] |
| 1984年（昭和59年） | 16,106          | 2,766    | [ 千葉県統計 32 ] |
| 1985年（昭和60年） | 16,423          | 2,690    | [ 千葉県統計 33 ] |
| 1986年（昭和61年） | 17,023          | 2,738    | [ 千葉県統計 34 ] |
| 1987年（昭和62年） | 16,711          | 2,774    | [ 千葉県統計 35 ] |
| 1988年（昭和63年） | 17,398          | 2,915    | [ 千葉県統計 36 ] |
| 1989年（平成元年） | 18,463          | 3,012    | [ 千葉県統計 37 ] |
| 1990年（平成02年） | 20,090          | 3,217    | [ 千葉県統計 38 ] |
| 1991年（平成03年） | 21,247          | 3,374    | [ 千葉県統計 39 ] |
| 1992年（平成04年） | 22,170          | 3,454    | [ 千葉県統計 40 ] |
| 1993年（平成05年） | 23,026          | 3,500    | [ 千葉県統計 41 ] |
| 1994年（平成06年） | 23,213          | 3,410    | [ 千葉県統計 42 ] |
| 1995年（平成07年） | 22,957          | 3,300    | [ 千葉県統計 43 ] |
| 1996年（平成08年） | 22,645          | 3,117    | [ 千葉県統計 44 ] |
| 1997年（平成09年） | 21,965          | 2,859    | [ 千葉県統計 45 ] |
| 1998年（平成10年） | 21,737          | 2,679    | [ 千葉県統計 46 ] |
| 1999年（平成11年） | 21,162          | 2,679    | [ 千葉県統計 47 ] |
| 2000年（平成12年） | 20,908          | 2,361    | [ 千葉県統計 48 ] |

### 年度別1日平均乗車人員（2001年以降）
2001年度（平成13年度）以降の1日平均乗車人員の推移は下記の通り。
| 年度               | JR東日本 | 小湊鉄道 | 出典              |
| ------------------ | -------- | -------- | ----------------- |
| 2001年（平成13年） | 20,731   | 2,228    | [ 千葉県統計 49 ] |
| 2002年（平成14年） | 20,389   | 2,073    | [ 千葉県統計 50 ] |
| 2003年（平成15年） | 20,185   | 1,989    | [ 千葉県統計 51 ] |
| 2004年（平成16年） | 20,277   | 1,810    | [ 千葉県統計 52 ] |
| 2005年（平成17年） | 20,307   | 1,745    | [ 千葉県統計 53 ] |
| 2006年（平成18年） | 20,198   | 1,677    | [ 千葉県統計 54 ] |
| 2007年（平成19年） | 20,018   | 1,640    | [ 千葉県統計 55 ] |
| 2008年（平成20年） | 19,800   | 1,685    | [ 千葉県統計 56 ] |
| 2009年（平成21年） | 19,259   | 1,556    | [ 千葉県統計 57 ] |
| 2010年（平成22年） | 18,732   | 1,520    | [ 千葉県統計 58 ] |
| 2011年（平成23年） | 18,332   | 1,478    | [ 千葉県統計 59 ] |
| 2012年（平成24年） | 18,459   | 1,489    | [ 千葉県統計 60 ] |
| 2013年（平成25年） | 18,910   | 1,418    | [ 千葉県統計 61 ] |
| 2014年（平成26年） | 18,652   | 1,364    | [ 千葉県統計 62 ] |
| 2015年（平成27年） | 18,675   | 1,331    | [ 千葉県統計 63 ] |
| 2016年（平成28年） | 18,669   | 1,338    | [ 千葉県統計 64 ] |
| 2017年（平成29年） | 18,807   | 1,336    | [ 千葉県統計 65 ] |
| 2018年（平成30年） | 18,886   | 1,281    | [ 千葉県統計 66 ] |
| 2019年（令和元年） | 18,745   | 1,206    | [ 千葉県統計 67 ] |
| 2020年（令和02年） | 14,104   | 899      | [ 千葉県統計 68 ] |
| 2021年（令和03年） | 14,947   | 952      | [ 千葉県統計 69 ] |
| 2022年（令和04年） | 16,157   | 987      | [ 千葉県統計 70 ] |
| 2023年（令和05年） | 16,907   |          |                   |

## 駅周辺

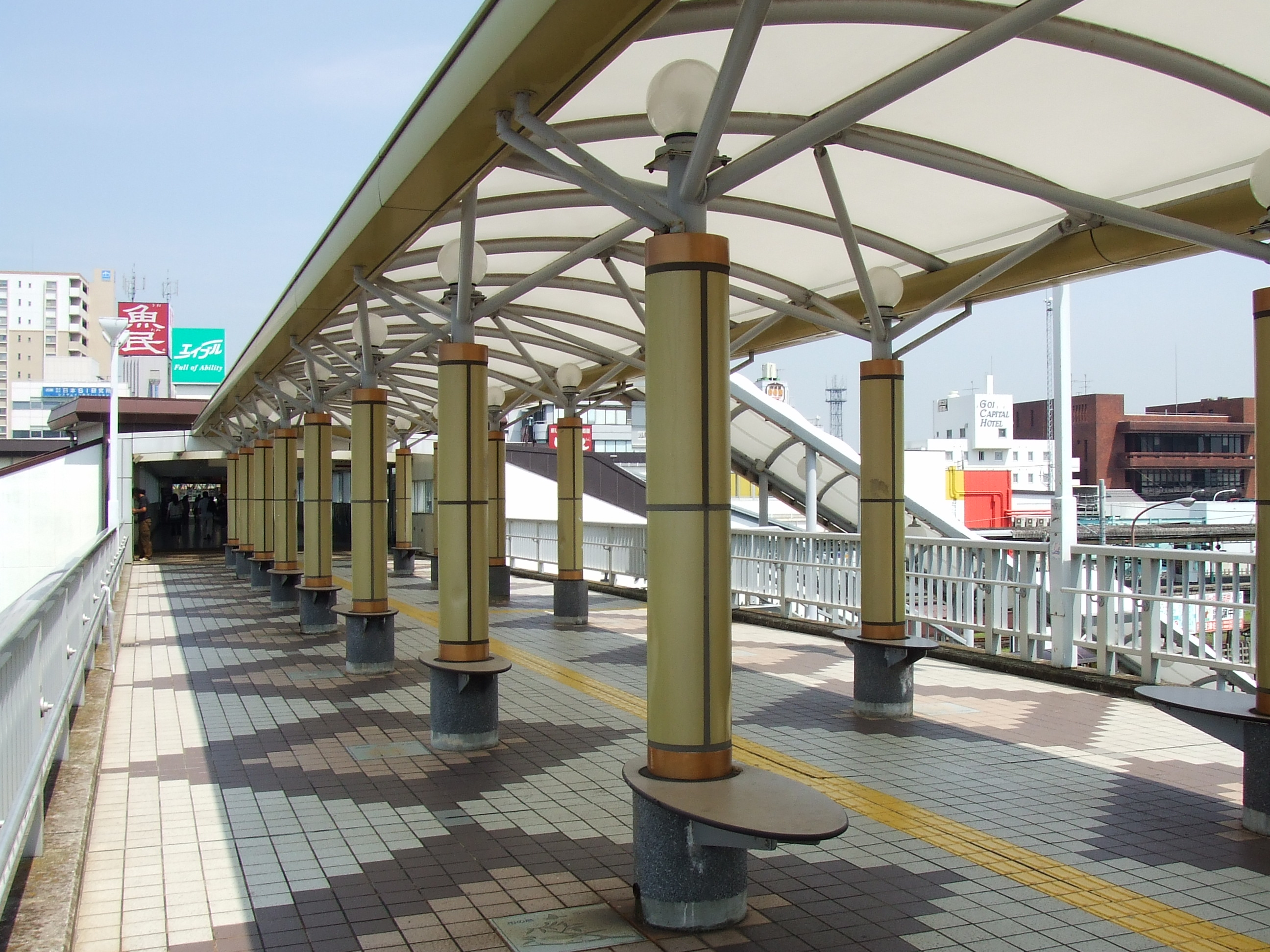
東口ペデストリアンデッキ（2008年7月）

市原市の中心地に位置し、駅西口周辺はオフィスビルやマンションなどが多数ある。ペデストリアンデッキはサンプラザ市原とつながっている。東口は2007年から五井駅東口開発により、大型複合商業施設、高層住宅地、上総更級公園（総合公園）などの整備が行われ、2013年に完成した。駅東西にはタクシー乗り場とバスターミナルがある。
市原市役所は小湊鉄道線の上総村上駅が最寄り駅となっているが、徒歩約20分と距離があるため、当駅からのバス（国分寺台方面行）でのアクセスが便利である。当駅からは徒歩約40分。発着が多い小湊バスはおよそ2年に一度ほどダイヤ改正を行っており、発着口変更や廃止が伴うため利用には注意が必要である。特に2022年度からはコロナウイルス感染によるダイヤの乱れを避けるために乗務員の勤務調整を行なっており便数が減っている。
商業・複合施設

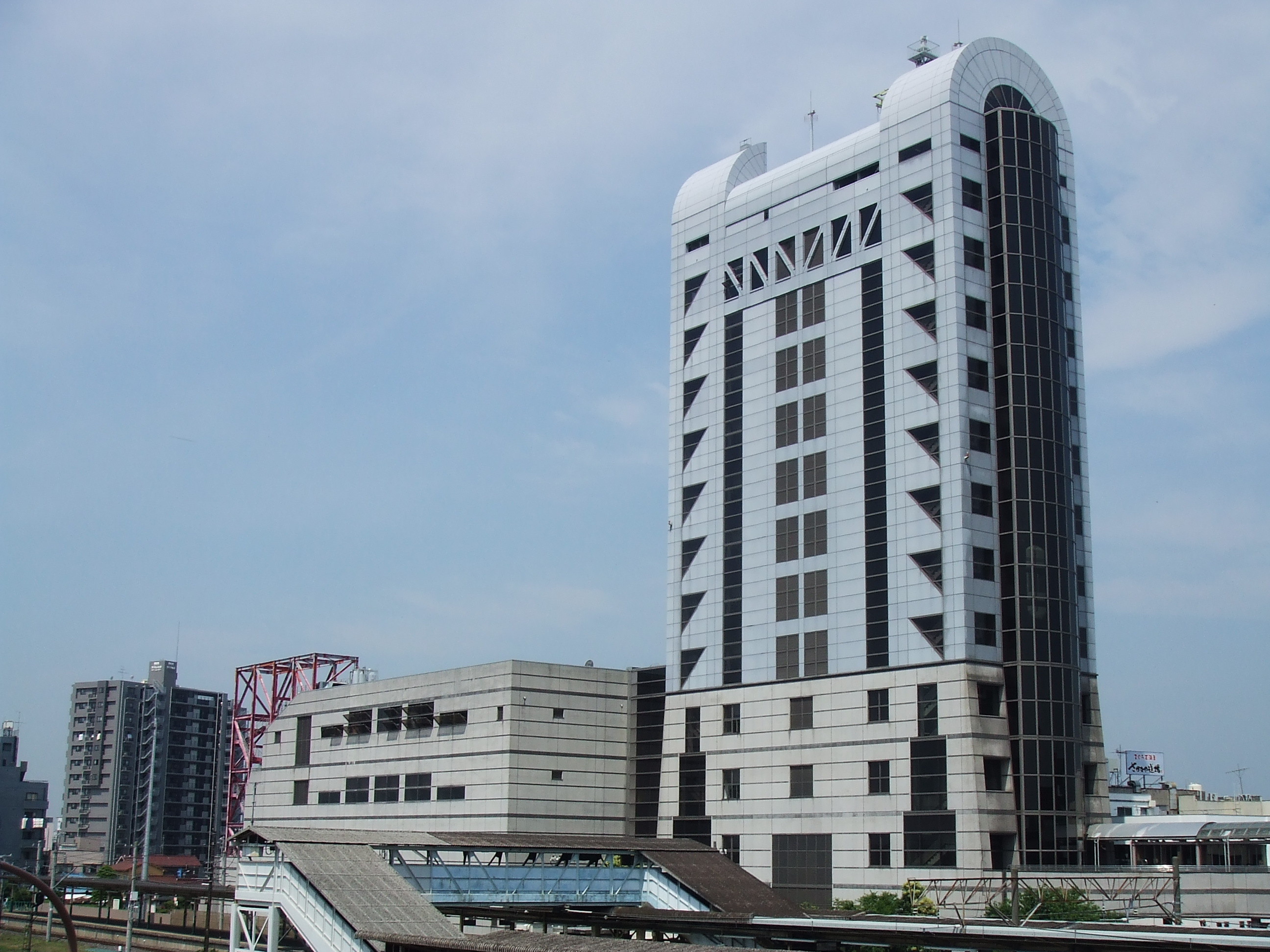
サンプラザ市原

- サンプラザ市原 - 1995年（平成7年）7月1日オープン[21]。
- せんどう五井中央店
- カインズ市原店
- PC DEPOT 市原インター店
- TSUTAYA市原五井店
- ケーズデンキ市原五井店
- ジェイクエスト市原五井店
- アリオ市原
- オリックスレンタカー五井駅前店
- こみなと待合室[22]

スタジアム

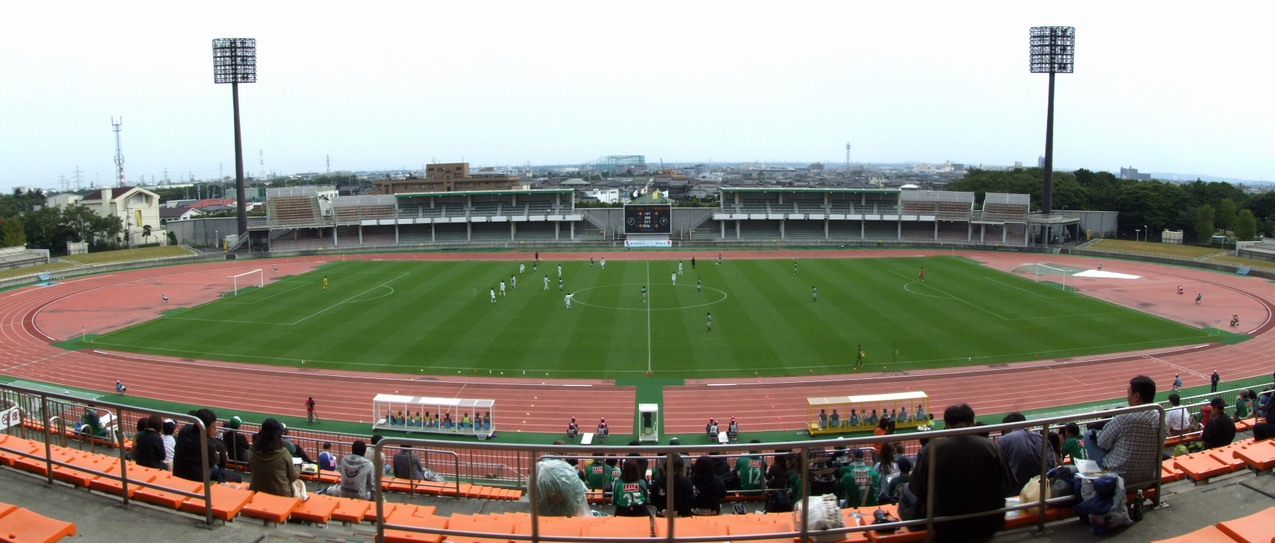
市原緑地運動公園臨海競技場

- 市原緑地運動公園臨海競技場（ゼットエーオリプリスタジアム）
- 市原臨海球場

学校
- 千葉県立京葉高等学校
- 市原中央高等学校（スクールバス利用）

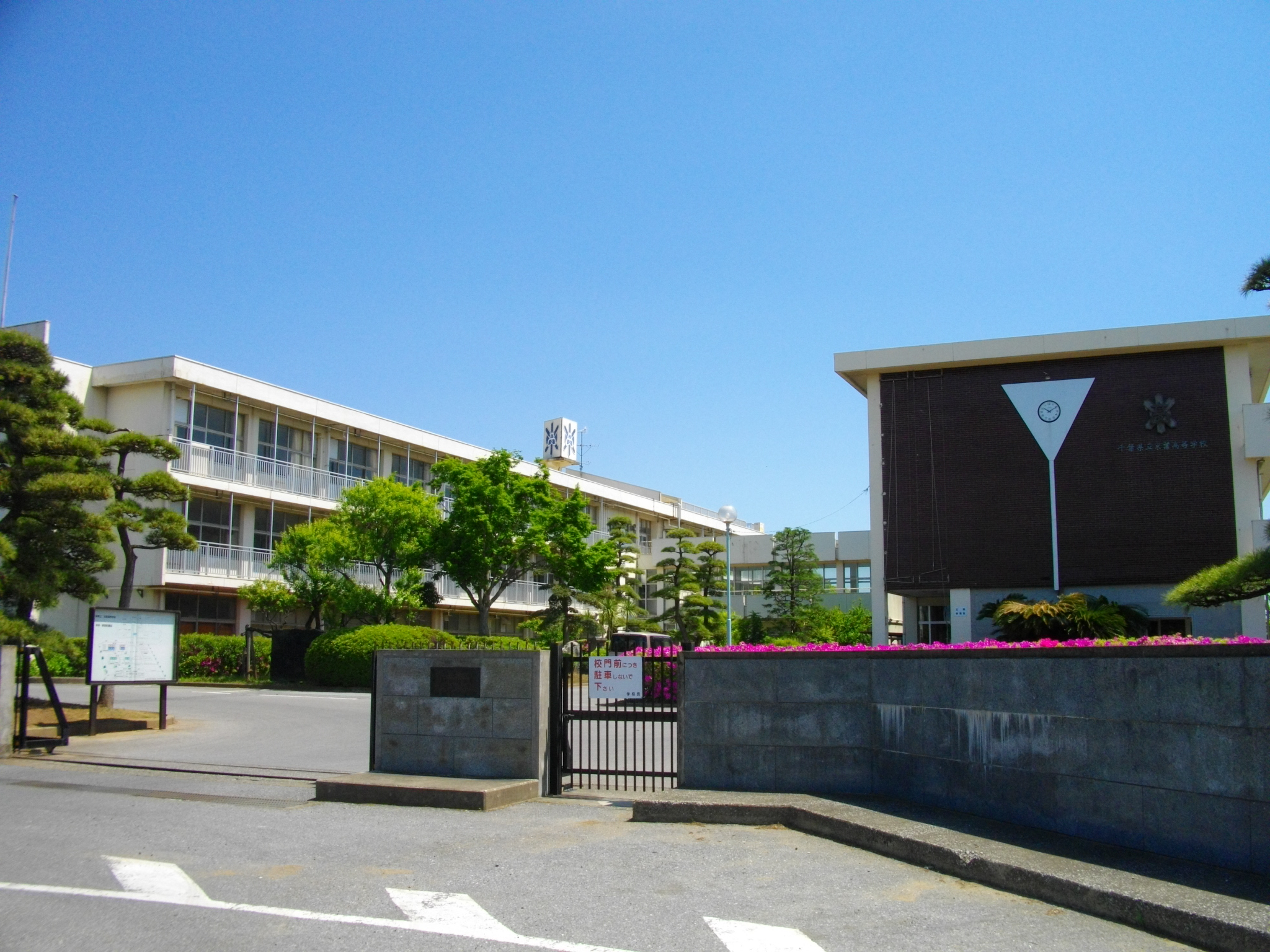
千葉県立京葉高等学校

- 東海大学付属市原望洋高等学校（スクールバス利用）

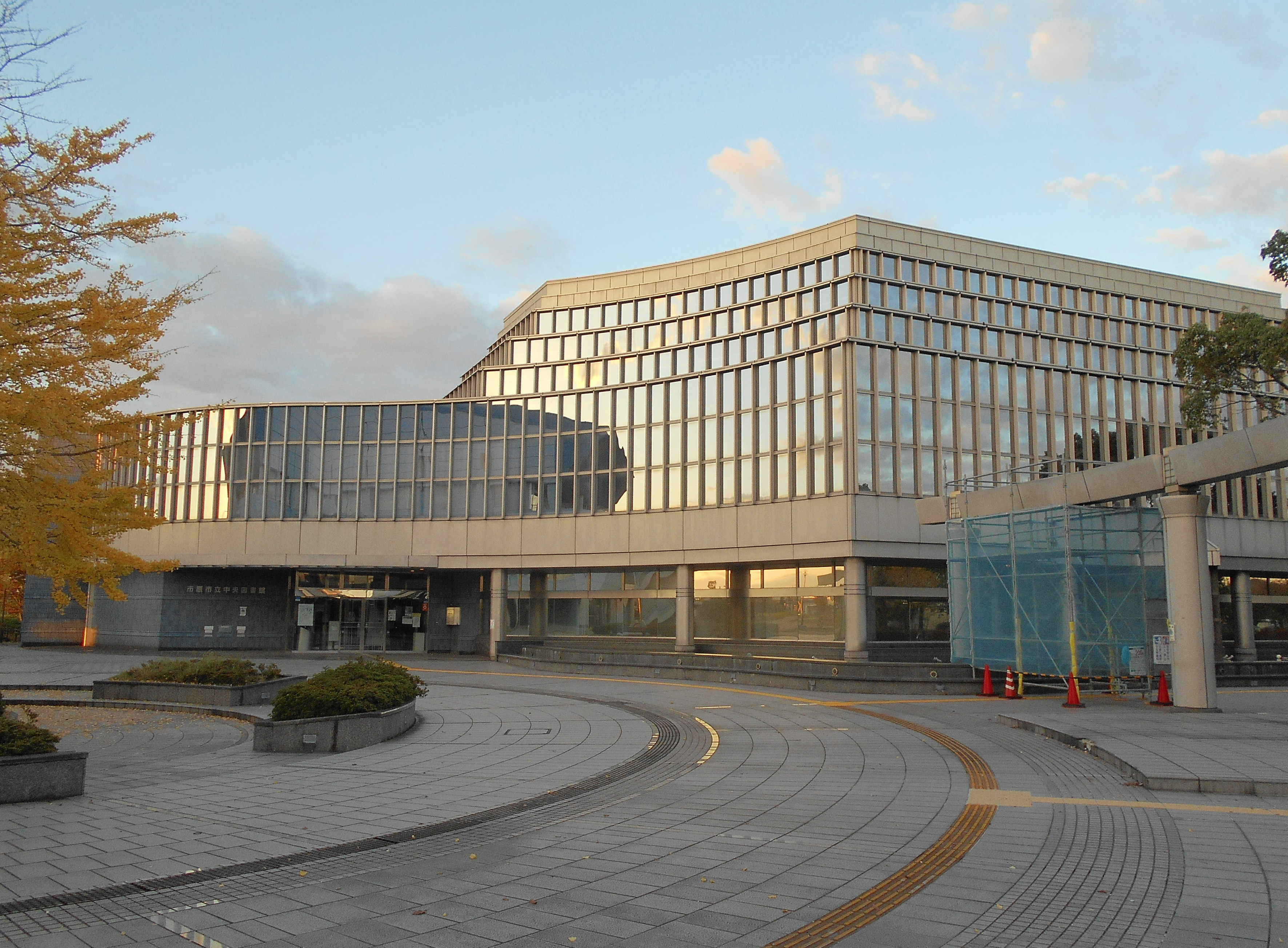
市原市立中央図書館

- 市原市立五井小学校

行政・公共関連施設
- サンプラザ市原
- 市原市市民会館
- 市原市役所 五井支所[注釈 2]
- 市原市立中央図書館
- YOUホール
- 千葉県立市原高等技術専門校
- 関東安全衛生技術センター

銀行・郵便局
- みずほ銀行五井支店
- 千葉銀行五井支店
- 千葉興業銀行五井支店
- 京葉銀行五井支店
- 千葉信用金庫五井支店
- 市原五井郵便局
- 市原五井東郵便局
- 市原郵便局

ホテル
- 市原マリンホテル
- 五井グランドホテル
- 五井パークホテル
- 市原イン ソーシャル五井
- ビジネスホテル 五井ヒルズ
- 五井キャピタルホテル

## バス路線

### 東口
高速バスと路線バスの乗り場があり、小湊鉄道・京浜急行バスによって運行されている。
1番のりば
- 小湊鉄道・京浜急行バス
  - 高速バス：羽田空港行 / 横浜駅東口行

2番のりば
- 小湊鉄道
  - 高速バス：バスタ新宿（新宿駅）行

3番のりば
- 小湊鉄道
  - 中央武道館（埋蔵文化財センター）行
  - ちはら台駅行
  - ちはら台団地行
  - 関東安全衛生技術センター行[23][注釈 3]

4番のりば
- 小湊鉄道
  - 国分寺台行[24]
  - 京葉高校行[注釈 4]

### 西口
姉崎・八幡宿方面などへの路線バスが発着し、小湊鉄道によって運行されている。市原臨海競技場への臨時バスも発着する。
1番のりば
- 姉ケ崎駅西口行
- 山倉こどもの国行

2番のりば
- 姉崎（別荘下）行

3番のりば
- 八幡宿駅西口行

## その他
- 時刻表上では駅弁販売駅ではないが、午前8時半から売り切れまで小湊鉄道連絡橋上で地元商店（やり田）による弁当・惣菜などの食品の販売がある（第3日曜日定休）[25]。

## 隣の駅
東日本旅客鉄道（JR東日本）
■内房線
- 特急「さざなみ」停車駅

■快速（京葉線経由）・■快速（総武線経由）・■普通（各駅停車）
八幡宿駅 - 五井駅 - 姉ケ崎駅
小湊鉄道
■小湊鉄道線
- 里山トロッコ発着駅

五井駅 - 上総村上駅

### 記事本文